# Llacs internacionals
Llistat amb els llacs amb fronteres entre Estats al seu interior, dividit per continents
| Estònia              | Reserva Narva (artificial)                                         | Rússia             | Maine                           | Chiputneticook (Gran Est, Nord, Mud, Spednic i Palfrey) | Nova Brunswick               | Uzbekistan     | Sarygamysh                                                             | Turkmenistan        |
| Estònia              | Peipus/Peipsi-Pihkva järv/Pskovsko-Chudskoe                        | Rússia             | Maine                           | Beau                                                    | Quebec                       | Kazajstan      | Caspi                                                                  | Turkmenistan        |
| Noruega              | Klistervatnet                                                      | Rússia             | Vermont                         | Memphremagog                                            | Quebec                       | Kazajstan      | Caspi                                                                  | Iran                |
| Noruega              | Svanevatn                                                          | Rússia             | Vermont                         | Champlain/Piitawbagok/ Kaniatarakwà                     | Quebec                       | Kazajstan      | Caspi                                                                  | Azerbaidjan         |
| Noruega              | Båvrojávrre                                                        | Suècia             | Nova York                       | Champlain/Piitawbagok/ Kaniatarakwà                     | Quebec                       | Kazajstan      | Caspi                                                                  | Rússia              |
| Noruega              | Gautelisvatnet                                                     | Suècia             | Nova York                       | Ontario                                                 | Ontario                      | Kazajstan      | Aike                                                                   | Rússia              |
| Noruega              | Gresvatnet                                                         | Suècia             | Nova York                       | Erie                                                    | Ontario                      | Kazajstan      | Aral                                                                   | Rússia              |
| Noruega              | Holderen                                                           | Suècia             | Pennsylvània                    | Erie                                                    | Ontario                      | Xina           | Khanka/Xingkai                                                         | Rússia              |
| Noruega              | Kingen                                                             | Suècia             | Ohio                            | Erie                                                    | Ontario                      | Mongòlia       | Barun-Torey                                                            | Rússia              |
| Noruega              | Kjårdavatnet                                                       | Suècia             | Michigan                        | Erie                                                    | Ontario                      | Mongòlia       | Tore-Khol                                                              | Rússia              |
| Noruega              | Langvatnet                                                         | Suècia             | Michigan                        | Huron                                                   | Ontario                      | Mongòlia       | Uvs                                                                    | Rússia              |
| Noruega              | Leinavatn                                                          | Suècia             | Michigan                        | St. Clair                                               | Ontario                      | Mongòlia       | Buir                                                                   | Xina                |
| Noruega              | Leirvatnet                                                         | Suècia             | Michigan                        | Superior/Gitchi-Gami                                    | Ontario                      | Corea del Nord | Cel/Tamun omo/Tamun Juce                                               | Xina                |
| Noruega              | Litlumvatnet                                                       | Suècia             | Winsconsin                      | Superior/Gitchi-Gami                                    | Ontario                      | Corea del Nord | Supung (artificial)                                                    | Xina                |
| Noruega              | Ranseren/Bije-Ransam/Biijjie Raentsere                             | Suècia             | Minnesota                       | Superior/Gitchi-Gami                                    | Ontario                      | Índia          | Pangong Tso/Spang Gong Mtsho/Bangong Cuò                               | Xina                |
| Noruega              | Rengen                                                             | Suècia             | Minnesota                       | Rainy                                                   | Ontario                      | Israel         | Mort                                                                   | Jordània            |
| Noruega              | Rogen                                                              | Suècia             | Minnesota                       | Saganaga                                                | Ontario                      | Georgia        | Kartsakhi/Karts'akhis Tba/Khozapini/Khozap'inis Tba/Hazapin Gölü/Aktas | Turquia             |
| Noruega              | Rostojávri                                                         | Suècia             | Minnesota                       | Boscs                                                   | Ontario                      | Aràbia Saudi   | Sabkhat Matti (sec)                                                    | Emirats Àrabs Units |
| Noruega              | Siiddašjávri                                                       | Suècia             | Minnesota                       | Boscs                                                   | Manitoba                     | Afganistan     | Zorkul                                                                 | Tadjikistan         |
| Noruega              | Stora Le                                                           | Suècia             | Dakota del Nord                 | Boundary                                                | Manitoba                     | SUD-AMÈRICA    | SUD-AMÈRICA                                                            | SUD-AMÈRICA         |
| Noruega              | Unna Guovdelisjávri                                                | Suècia             | Washington                      | Hanging                                                 | Colúmbia Britànica           | Estat          | Llac                                                                   | Estat               |
| Noruega              | Vuolep Sårjåsjávrre                                                | Suècia             | Washington                      | Osoyoos                                                 | Colúmbia Britànica           | Argentina      | Cami                                                                   | Xile                |
| Finlàndia            | Klipisjärvi                                                        | Suècia             | Washington                      | Ross                                                    | Colúmbia Britànica           | Argentina      | Cochrane/Pueyrredón                                                    | Xile                |
| Finlàndia            | Niujamaa                                                           | Rússia             | Montana                         | Koocanusa (artificial)                                  | Colúmbia Britànica           | Argentina      | Buenos Aires/General Carrera                                           | Xile                |
| Finlàndia            | Överuman                                                           | Rússia             | Montana                         | Waterton                                                | Alberta                      | Argentina      | San Martín/O'Higgins                                                   | Xile                |
| Finlàndia            | Pyhäjärvi                                                          | Rússia             | ÀFRICA                          | ÀFRICA                                                  | ÀFRICA                       | Argentina      | Viedma                                                                 | Xile                |
| Finlàndia            | Virmayarvi                                                         | Rússia             | Estat                           | Llac                                                    | Estat                        | Argentina      | Palena/Vintter                                                         | Xile                |
| Letònia              | Pitelis                                                            | Rússia             | Camerun                         | Txad                                                    | Níger                        | Bolívia        | Titicaca                                                               | Perú                |
| França               | Chaillexon/Brenets                                                 | Suïssa             | Camerun                         | Txad                                                    | Nigèria                      | Bolívia        | Suches                                                                 | Perú                |
| França               | Ginebra                                                            | Suïssa             | Camerun                         | Txad                                                    | Txad                         | Bolívia        | Parinacota                                                             | Perú                |
| França               | Moron                                                              | Suïssa             | Camerun                         | Fianga                                                  | Txad                         | Bolívia        | La Gaiba                                                               | Brasil              |
| Itàlia               | Gran Sant Bernat                                                   | Suïssa             | Djibouti                        | Abbe                                                    | Etiòpia                      | Bolívia        | Mandioré                                                               | Brasil              |
| Itàlia               | Lei (artificial)                                                   | Suïssa             | Kènia                           | Chew Bahir                                              | Etiòpia                      | Bolívia        | Marfil                                                                 | Brasil              |
| Itàlia               | Livigno                                                            | Suïssa             | Kènia                           | Turkana                                                 | Etiòpia                      | Bolívia        | Uberaba                                                                | Brasil              |
| Itàlia               | Lugano                                                             | Suïssa             | Kènia                           | Victòria (i Uganda)                                     | Tanzània                     | Bolívia        | Mirim                                                                  | Brasil              |
| Itàlia               | Maggiore                                                           | Suïssa             | Malawi                          | Malawi/Nyasa/Niassa                                     | Tanzània                     | Uruguai        | Mirim                                                                  | Brasil              |
| Alemanya             | Constança                                                          | Suïssa             | Malawi                          | Malawi/Nyasa/Niassa                                     | Moçambic                     |                |                                                                        |                     |
| Alemanya             | Badia Nowe Warpno/Zatoka Nowowapienska                             | Polònia            | Malawi                          | Tanganyika                                              | Moçambic                     |                |                                                                        |                     |
| Alemanya             | Szczecin/Stettin/Zalew Szczeciński/stettiner Haff/Oder             | Polònia            | Malawi                          | Chiuta                                                  | Moçambic                     |                |                                                                        |                     |
| Llituània            | Gaładuś/Galadusys                                                  | Polònia            | Zimbabue                        | Kariba                                                  | Zambia                       |                |                                                                        |                     |
| Llituània            | Drūkšiai/Drysviaty                                                 | Belarús            | República Democràtica del Congo | Mweru                                                   | Zambia                       |                |                                                                        |                     |
| Llituània            | Vištytis/Vištyčio                                                  | Rússia             | República Democràtica del Congo | Albert                                                  | Uganda                       |                |                                                                        |                     |
| Moldàvia             | Reserva Cuciurgan (artificial)                                     | Ucraïna            | República Democràtica del Congo | Edward                                                  | Uganda                       |                |                                                                        |                     |
| Grècia               | Doiran/Dojransko/Limni                                             | Macedònia del Nord | República Democràtica del Congo | Kivu                                                    | Ruanda                       |                |                                                                        |                     |
| Grècia               | Prespa                                                             | Macedònia del Nord | Burundi                         | Cohoha                                                  | Ruanda                       |                |                                                                        |                     |
| Albània              | Prespa                                                             | Macedònia del Nord | Burundi                         | Rweru                                                   | Ruanda                       |                |                                                                        |                     |
| Albània              | Ohrid                                                              | Macedònia del Nord | Mali                            | Sélingué (artificial)                                   | Guinea                       |                |                                                                        |                     |
| Albània              | Onkamojärvi                                                        | Macedònia del Nord | AMÈRICA DEL NORD I CENTRE       | AMÈRICA DEL NORD I CENTRE                               | AMÈRICA DEL NORD I CENTRE    |                |                                                                        |                     |
| Albània              | Petrit Prespa                                                      | Grècia             | Mèxic                           | Àrea recreativa nacional d'amistat                      | Estats Units                 |                |                                                                        |                     |
| Albània              | Skadar/Skadarsko jezero/Liqeni i Shkodrës/Scutari/Shkodër/Shikodra | Montenegro         | Mèxic                           | Internacional Falcó (artificial                         | Estats Units                 |                |                                                                        |                     |
| Bòsnia i Herzegovina | Bilećko                                                            | Montenegro         | Haití                           | Saumâtre                                                | República Dominicana         |                |                                                                        |                     |
| Irlanda              | Lough Melvin                                                       | Regne Unit         | Guatemala                       | Güija                                                   | El Salvador                  |                |                                                                        |                     |
| Àustria              | Neusiedl/Neusiedler                                                | Hongria            | Saint Martin (França)           | Badia Siimpson                                          | Sint Maarten (Països Baixos) |                |                                                                        |                     |
| Àustria              | Rannasee/Rannastausee (artificial)                                 | Alemanya           |                                 |                                                         |                              |                |                                                                        |                     |
| Croàcia              | Ormož                                                              | Eslovènia          |                                 |                                                         |                              |                |                                                                        |                     |